# Fédération Luxembourgeoise de Football
Fédération Luxembourgeoise de Football är Luxemburgs fotbollsförbund. Förbundet bildades 22 November, 1908, för att 1910 anslutas till Fifa och 1954 ansluta till Uefa. Huvudkontoret finns i Mondercange, söder om Luxemburg.

## Lista över ordförande
- Max Metz (1903–1913)
- Jules Fournelle (1913–1915)
- René Leclère (1915–1917)
- J. Geschwind (1917–1918)
- Guillaume Lemmer (1918–1920)
- Gustave Jacquemart (1921–1950)
- Émile Hamilius (1950–1961)
- Albert Kongs (1961–1968)
- René Van Den Bulcke (1969–1981)
- Remy Wagner (1981–1986)
- Norbert Konter (1986–1998)
- Henri Roemer (1998–2004)
- Paul Philipp (2004 –)